# 阿拉斯泰爾·克洛克
阿拉斯泰爾·克洛克（英語：Alastair Kellock；1981年6月14日—）是一位蘇格蘭橄欖球運動員。他是蘇格蘭國家橄欖球隊的一員，代表蘇格蘭參加了2011年世界盃橄欖球賽。